# キイカギテシャコエビ
キイカギテシャコエビ（紀伊鈎手蝦蛄蝦、Naushonia kiiensis）は、紀伊半島に生息する甲殻類の一種である。2018年5月に串本海中公園前の水深 14 m地点から串本海中公園センター職員の平林勲により採集され、十脚甲殻類の分類を専門とする千葉県立中央博物館動物学研究科長の駒井智幸の同定のもと記載された。和名の「キイ」および種小名 kiiensisは紀伊半島にちなむ。

## 形態
平たい鎌のような第一胸脚をもつ。フランス領ポリネシアやサウジアラビアの紅海沿岸から知られている N. serratiplama に類似するが、甲の胃域正中と亜正中にある隆起が棘で覆われること、背面から見ると甲の中央部にある頸溝が W字形であること、甲の背面後半部に皺があること、第一腹節の背側に明瞭な中央隆起を有すること、第一胸脚の長節は背側表面に内側の縁に隣接した縦方向の隆起を有すること、第一胸脚の長節内側末端部にある葉状の突起が 3 つの大きな歯を有すること、そして第一胸脚の掌節外縁の棘が少ないことから区別される。

## 生態
本種はこれまで串本町から1個体しか見つかっていないため、詳細な分布域は不明である。Konishi (2001)により三重県の五ヶ所湾から種不明のカギテシャコエビの幼生が記録されているが、これは本種の幼生である可能性がある。

## 記載
これまでに日本近海から記録されていたカギテシャコエビ属3種のうち、本州からはニホンカギテシャコエビ Naushonia japonica のみが知られていた。ホロタイプ（完模式標本）である1個体の雄は同定のためメチレンブルーで染色され、国立科学博物館に収蔵されている。また、ゲノムDNAデータの抽出のため筋肉組織がエタノール中に保存されている。